# 송지영 (핸드볼 선수)
송지영(1996년 5월 5일 ~ )은 대한민국의 SK 슈가글라이더즈 및 대한민국 대표팀의 핸드볼 선수이다.
2017년 세계 여자 핸드볼 선수권 대회에 참가했다.